# Liste des vaisseaux de Star Wars
Cet article concerne les vaisseaux spatiaux. Pour les véhicules aériens, terrestres et marins, voir Liste des véhicules de Star Wars.
La liste des vaisseaux de Star Wars recense les noms et les présentations simplifiées des principaux vaisseaux des univers Légendes comme Officiel.
Star Wars compte un nombre important de vaisseaux. Ils sont issus de sa série de films mais aussi des très nombreuses déclinaisons de l'univers en séries télévisées, romans, bandes dessinées et jeux vidéo. Parmi les plus connus, on trouve les chasseurs antagonistes que sont le X-wing et le TIE, les iconiques croiseur interstellaire surpassés par les deux exemplaires d’Étoile de la mort, ainsi que le vaisseau unique nommé Faucon Millenium.

## Univers

Un sabre laser bleu, arme des Jedi et un sabre laser rouge, arme des Sith.

L'univers de Star Wars se déroule dans une galaxie qui est le théâtre d'affrontements entre les Chevaliers Jedi et les Seigneurs noirs des Sith, personnes sensibles à la Force, un champ énergétique mystérieux leur procurant des pouvoirs psychiques. Les Jedi maîtrisent le Côté lumineux de la Force, pouvoir bénéfique et défensif, pour maintenir la paix dans la galaxie. Les Sith utilisent le Côté obscur, pouvoir nuisible et destructeur, pour leurs usages personnels et pour dominer la galaxie.
Depuis le rachat de la société Lucasfilm par The Walt Disney Company, il existe deux univers Star Wars : le « Légendes » et l'« Officiel ». Ils ont pour point commun, les six premiers films et la série télévisée The Clone Wars. L'univers Légendes reprend en plus les histoires complémentaires présentées dans des livres, des bandes dessinées, des téléfilms ou des jeux sortis avant 2014. L'univers Officiel reprend lui, les histoires des films et des autres supports parus depuis 2014,.

## Chronologie

### Chronologie commune
Pour ramener la paix dans la galaxie, une République galactique a été fondée avec pour capitale la planète Coruscant. Mais, elle est secouée par des invasions planétaires (La Menace fantôme), des sécessions et la guerre dite « des clones » (L'Attaque des clones). Cette guerre amène alors à la création de divers modèles de vaisseaux. Pour mettre fin à ce conflit, la République est remplacée en 19 av. BY par un Empire galactique autoritaire et discriminatoire (La Revanche des Sith) qui innove ensuite avec de nouveaux transports. Cette nouvelle entité est dirigée par le Sith Palpatine et son apprenti Dark Vador.
Mais après plusieurs années, la brutalité du régime provoque l'apparition d'une opposition armée : l'Alliance rebelle. Peu à peu, sa flotte s'agrandit de vaisseaux de toute la galaxie, notamment Mon Cala. Les premières victoires de cette dernière se déroulent lors de la bataille de Scarif, quand les rebelles parviennent à s'emparer des plans de l’Étoile de la mort, l'arme absolue de l'Empire, une station spatiale qui surpasse toutes les constructions de l'époque (Rogue One), puis lors de la bataille de Yavin, qui voit la destruction de l'immense base (Un nouvel espoir). En 3 ap. BY, Dark Vador contre-attaque avec une flotte dirigée depuis l'Executor en détruisant la base principale des rebelles sur la planète Hoth (L'Empire contre-attaque). L'Alliance, bien que dispersée, n'est cependant pas vaincue et est désormais basée sur des croiseurs. Un an plus tard, en 4 ap. BY, l'Alliance remporte une grande victoire en détruisant une seconde station spatiale et en éliminant l'empereur Palpatine et Vador lors de la bataille d'Endor (Le Retour du Jedi).

### Chronologie «Légendes»
En complément aux évènements se déroulant entre 32 av. BY (La Menace fantôme) et 4 ap. BY (Le Retour du Jedi), l'univers « Légendes » développe le passé et le futur de la saga.
Le passé, nommé période de l'« Ancienne République », raconte l'histoire de la création de la République et de l'Ordre Jedi. En 5 000 av. BY les Sith lancent la première guerre galactique qui se termine par leur défaite. Un millénaire plus tard, c'est une organisation militaire, les Mandaloriens qui tente de s'emparer de la galaxie durant un terrible et durable conflit. Bien que victorieuse, la République est exsangue. Elle ne peut alors pas empêcher le retour des Sith et la partition de la galaxie en nombreux royaumes Sith durant une très longue période. Ce n'est qu'en 1 000 av. BY que les Jedi finissent par reprendre le contrôle total de la galaxie. Seul le Sith Dark Bane parvient à échapper aux Jedi. Il instaure alors une règle dans l'ordre Sith selon laquelle il n'y aura plus que deux seigneurs : un maître et son apprenti. En 32 av. BY, son lointain successeur, Dark Sidious, alias le sénateur Palpatine de Naboo, lance une série d'intrigues pour reprendre le contrôle de la galaxie.
Le futur, nommé période de la « Nouvelle République », raconte l'histoire galactique après la mort de l'empereur Palpatine. Le premier évènement est la création d'une Nouvelle République. Celle-ci est alors régulièrement menacée par les attaques des troupes impériales menées par les nombreux successeurs de l'empereur comme la directrice Ysanne Isard, le grand amiral Thrawn et même les clones de l'empereur Palpatine. Parallèlement, les Jedi renaissent de leurs cendres et fondent un Nouvel Ordre Jedi capable de défendre la galaxie notamment face à l'invasion menée en 25 ap. BY par les cruels Yuuzhan Vong ou en 138 ap. BY avec le retour des Sith.

### Chronologie «Officiel»
La nouvelle chronologie « Officiel » revisite certaines périodes déjà abordées par la chronologie « Légendes » notamment le futur dans la période de la « Nouvelle République » où le Premier Ordre, un nouveau régime totalitaire plus ou moins issu de l'Empire galactique s'attaque à la Nouvelle République. Pour s’opposer à cette menace, la princesse Leia Organa, une ancienne dirigeante de l'Alliance rebelle, crée un mouvement paramilitaire dénommé la Résistance. En 34 ap. BY, à l'aide d'une arme surpuissante, le Premier Ordre attaque la Nouvelle République en détruisant sa planète capitale mais la Résistance contre-attaque et envoie ses combattants mettre hors de combat cette arme sur la planète Starkiller (Le Réveil de la Force). Le Premier Ordre se retourne ensuite contre la Résistance et parvient à éliminer l’ensemble de sa flotte et sa principale base opérationnelle (Les Derniers Jedi) malgré d'importantes pertes dans sa flotte. Vaincue mais pas annihilée, la Résistance parvient à unifier tous les opposants au Premier Ordre pour une ultime affrontement au dessus de la planète Exegol qui met un terme au régime totalitaire (L'Ascension de Skywalker) et à une flotte de Destroyers Stellaires particulièrement avancés.

## Popularité
Depuis le rachat de Lucasfilm par Disney, les vaisseaux sont souvent mis en avant dans des classements réalisés afin de les présenter aux lecteurs méconnaissant la saga Star Wars. Souvent, des vaisseaux Star Wars apparaissent dans des classements sur les vaisseaux spatiaux de science-fiction. Les vaisseaux jugés puissants, importants sont régulièrement les mêmes. On trouve généralement le Faucon Millenium, le X-wing, le chasseur TIE et le Slave I. Apparaissent ensuite l’Étoile de la mort, le Destroyer Impérial et le Razor Crest. Parfois, quelques autres chasseurs de l'Empire, comme l'Intercepteur TIE, ou de l'Alliance Rebelle, comme le Snowspeeder, sont présentés,,,.

## Impact hors deStar Wars
Certains vaisseaux ont ainsi une influence culturelle. Le Faucon Millenium notamment apparaît dans certaines séries, tandis que des pétitions sont lancées pour la construction d'une Étoile de la mort,,,. Des répliques du X-Wing sont construites et celui de L'Ascension de Skywalker est même exposé dans un musée.

## Description
Les vaisseaux dans Star Wars possèdent plusieurs caractéristiques.
Ils sont plus ou moins rapides, le Malveillant, certains vaisseaux royaux de Naboo et les navettes Theta atteignant la vitesse hors-hyperespace record de 2 000 km/h.
Ils possèdent généralement un hyperdrive pour voyager rapidement entre différents systèmes, mais ce n'est pas toujours le cas. Les meilleures classes d'hyperdrive sont celles numérotées le plus bas ; le Faucon Millenium et l'esquif stellaire J de Naboo sont ainsi les mieux équipés avec un hyperdrive de classe 0,5.
On distingue plusieurs types de vaisseaux, semblables aux vaisseaux navals :
- les chasseurs/intercepteurs, petits et armés pour les attaques et combats.
- les croiseurs, utilisés lors de guerres pour commander la flotte.
- les cargos, transporteurs à taille variable.
- les stations spatiales comme la seconde Étoile de la mort, avec 100 km de rayon.

## Recensement des vaisseaux

### Intercepteurs

#### Intercepteurs républicains
- Chasseur Aurek : vaisseau construit par Republic Fleet Systems. Il est long de 9,2 m, peut atteindre une vitesse de 1400 km/h, possède un moteur et un hyperdrive, deux canons laser et deux lanceurs de torpilles à proton. Il ne possède qu'une place.
- Chasseur Clone : utilisé pour la conception du X-Wing.
  - ARC-170 : intercepteur à trois places qui devient vite le vaisseau le plus utilisé par la République. Avec 14,5 mètres de long, il atteint 1 050 km/h. Il est armé de deux canons laser avant et de deux canons laser arrière, ainsi que de torpilles à protons. Après la Guerre des Clones, il est encore quelque temps utilisé par l'Empire et les Rebelles[c 1].
  - Torrent V-19 : intercepteur utilisé au début de la Guerre des Clones. Il est armé de 2 canons laser et de 6 missiles à concussion. Il est particulièrement maniable[c 2].
  - V-wing : vaisseau de guerre utilisé par la République à la fin de la Guerre des Clones puis par l'Empire, notamment pour escorter les dignitaires et arrêter les prémices de rébellion. Il est armé de 2 canons lasers mais n'a pas d'hyperdrive. Il est remplacé ensuite par le TIE dont il est l'ancêtre[25].
  - Z-95 : chasseur de la République réputé pour sa polyvalence[a 7].
  - Chasseur Naboo : vaisseau utilisé à Naboo par Anakin et R2-D2 pour désactiver l'armée de droïdes de la Fédération du Commerce.

- Gardien d'Honneur FT-5A : chasseur de la République Galactique.
- Gardien Stellaire FT-8 : version entièrement revisitée du Gardien d'Honneur FT-5A. Il possède 2 moteurs (modèle K-57B), 2 canons laser et des missiles. Son équipage est composé de deux pilotes.
- Intercepteur jedi : chasseur utilisé par les Jedi sous la République. Il a un équipage d'un pilote et d'un droïde astromécano. Il a besoin d'un anneau d'hyperpropulsion pour rentrer dans l'hyperespace.
  - Aethersprite Delta-7 :  conçu par l'ingénieur Walex Blissex et terminé juste quelques semaines avant la bataille de Géonosis, le chasseur Delta-7 Aethersprite fut construit dans les ateliers des Kuat Systems Engineering. Il mesure une taille de 8 m et possède un armement de 2 canons laser.
  - Actis Eta-2 :   suite en directe ligne à l'Aethersprite. Il mesure une taille de 5.47 m et possède un armement de 2 canons laser et 2 canons ioniques.
- Oiseau-de-Proie FT-6 : chasseur polyvalent de la République Galactique lors de la Guerre Galactique. Ils possèdent 3 moteurs (modèle K-57B), 4 canons laser, des missiles et des torpilles. Il possède deux membres d'équipage.
- Ouragan BT-7 : vaisseau d'attaque conçu par Rendili Hyperworks pour la République Galactique. Il possède une bonne vitesse et puissance, il est polyvalent et est attribué à de nombreux soldats de la République. Il est long de 96 m, large de 61 m et haut de 80 m. Il possède un armement composé de 3 canons laser lourd et des missiles.

#### Intercepteurs séparatistes
Ils sont autonomes et ne nécessitent pas de pilote organique.
- Bombardier Hyena : bombardier droïde construit par la société Baktoid Armor Workshop avec la base du châssis du chasseur droïde Vautour. Il possède un armement lourd et polyvalent (six torpilles à proton, six missiles à concussion légers et des canons légers).
- Chasseur Vautour : machine complexe, à géométrie variable, construite pour la Fédération du commerce par les usines Xi Char. Ses longues pinces cachent de redoutables canons laser. Au sol, ses "ailes" se transforment en pattes quand le chasseur se met en mode quadrupédique.

#### Intercepteurs impériaux
Ce sont des TIE (Twin Ion Engine, soit « Moteurs Ioniques Jumelés ») alimentés à l'énergie solaire.
- Chasseur TIE classique : principal chasseur de l'Empire, produit en grande quantité. Avec 7,2 mètres de long, il atteint 1 200 km/h. Il ne possède pas d'hyperdrive, ni de boucliers. Il possède des canons lasers jumelés[c 3].
- Agresseur TIE : plus aérodynamique car utilisé en atmosphère. Il sert à patrouiller mais aussi à escorter des vaisseaux peu blindés et peu armés[c 4].
- Bombardier TIE : peu maniable, mais doté d'un puissant armement, utilisé pour le bombardement planétaire (sur la planète Ryloth contre des Rebelles par exemple). Toujours sans hyperdrive, il mesure 11,1 mètres de long mais ne dépasse pas 850 km/h[c 5].
- Défenseur TIE : chasseur utilisant non plus le nombre mais bien un équipement de qualité pour venir à bout de ses ennemis, avec notamment un hyperdrive et des boucliers déflecteurs. Il résiste à des conditions extrêmes comme la température d'une nébuleuse mais n'est produit qu'en nombre limité par le Grand Amiral Thrawn[c 6].
- Faucheur TIE : transport utilisé pour déposer des soldats comme les Death Trooper à la surface. Il est moins armé que les autres TIE[c 7].
- Intercepteur TIE : plus rapide et plus maniable que le TIE classique. La seule modification visible de cet engin est la forme recourbée de ses panneaux solaires, mais il peut atteindre 1 250 km/h et possède 4 canons laser. Il représente un cinquième de la flotte impériale mais est réservé aux pilotes très expérimentés[c 8].

#### Intercepteurs rebelles
Ils sont majoritairement basés sur des chasseurs de la République et des Jedi.
- A-wing : chasseur parmi les plus rapides de la Guerre Civile Galactique, basé sur les intercepteurs Jedi. Il possède des boucliers et un hyperdrive, contrairement aux chasseurs TIE. Il est progressivement amélioré pour une meilleure vitesse. Sa base de données peut être éjectée s'il est capturé par l'ennemi. L'un d'eux détruit l'Executor[c 9].
- B-wing : bombardier parmi les vaisseaux les plus efficaces de l'Alliance. Il est fortement armé et blindé tout en pouvant se déplacer rapidement[26]. L'origine du B-Wing est décrite dans Le Faiseur d'ailes, septième épisode de la deuxième saison de la série télévisée Star Wars Rebels.
- E-wing : chasseur extrêmement avancé, plus performant que ses prédécesseurs mais moins populaire[27].
- Phantom : transporteur VCX modifié en étant équipé d'armes notamment (un double canon laser et une tourelle laser). Il a une longueur de 11,6 mètres et une vitesse de 1 200 km/h. Il possède un hyperdrive. Il appartient à la cellule rebelle d'Hera Syndulla[c 10].
- Phantom II : navette  de courte portée Sheathipede modifiée, en étant équipé d'armes notamment (deux canons à l'avant, deux tourelles ventrales à l'arrière). Il a une longueur de 14,4 mètres et une vitesse de 1 250 km/h. Il possède un hyperdrive. Il succède au Phantom à la suite de sa destruction[c 11].
- Snowspeeder : véhicule civil modifié et équipé de deux canons laser. C'est un engin assez maniable qui ont été utilisés sur Hoth pour assurer la défense de la base Écho[c 12].
- X-wing : chasseur avec deux paires d’ailerons d’attaques, montés à l’arrière du vaisseau, qui lui donnent une forme de « X ». Il est équipé d'un bouclier et d'un hyperdrive[28].
  - T-65 : utilisé par l'Alliance Rebelle. Il est blanc.
  - T-70 : utilisé par la Résistance. Il est noir et orange. Il coûte plus cher pour de meilleures performances.

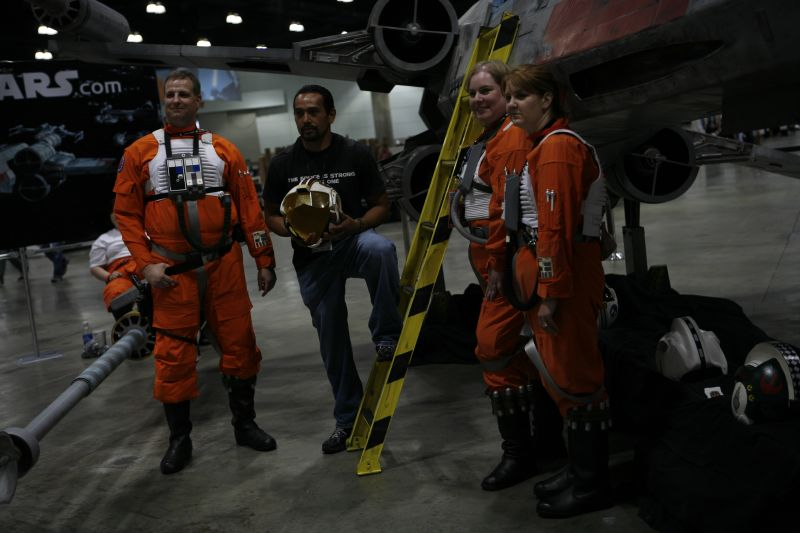
Des cosplayers regroupés devant une reproduction de X-wing T-65.

- Y-wing : chasseur utilisé par la République puis par les Rebelles malgré son ancienneté. Il est armé de 2 lance-torpilles à protons, d'un double canon ionique et de bombes à protons et mesure 16m de long pour une vitesse de 1 000 km/h. Le fait qu'aucun blindage ne recouvre le mécanisme qui le fait fonctionner permet de le réparer rapidement[c 13].

#### Autres intercepteurs
- Sang de Xanadu : vaisseau de Cad Bane pendant la Guerre des Clones[29].
- Scimitar : infiltrateur Sith[30] utilisé par le Sith Dark Maul[31].
- Slave I : vaisseau de classe Firespray-31 de Jango Fett et de Boba Fett. Il est considéré comme l'un des vaisseaux les plus dangereux de la galaxie. Il est équipé de brouilleurs radar, de doubles canons laser rotatifs, de canons laser, d'un canon ionique, de charges sismiques et de missiles à concussion et atteint une vitesse de 1 000 km/h pour une longueur de 21,5 mètres. Il ne peut être conduit que par un bon pilote[c 14]. Depuis septembre 2021, le vaisseau se nomme officiellement Firespray[32],[33].

### Croiseurs

#### Croiseurs républicains
Ils sont pour la plupart créés pour la Guerre des Clones.
- Classe Acclamator : croiseur utilisé durant la Guerre des Clones comme transport de troupes[34]. Il possède un équipage de 700 hommes et transporte jusqu'à 16 000 soldats[c 15].
- Classe Venator : croiseur très utilisé durant la Guerre des Clones comme vaisseau capital dédié au combat[35] avant sa réutilisation par l'Empire jusqu'à l'arrivée de la classe impériale[36]. Plus de mille Venator sont déployés lors de la bataille de Coruscant[c 16].
- Endar Spire : croiseur de classe Hammerhead qui a servi à la République Galactique durant la Guerre Civile des Jedi. Il mesure 315 m et possède 4 moteur et 1'hyperdrive, un armement composé de 4 double canons turbolaser, 2 canons turbolaser et 2 quadruple canons turbolaser, un équipage de 300 hommes et peut transporter 400 hommes, 12 chasseurs tactique Aurek et 2 navette Ministry.
- Frégate de la République
  - Classe Consular : vaisseau utilisé pour les missions diplomatiques jusqu'en 32 av.BY. Il est long de 115 m et peut atteindre 900 km/h. Son équipage est composé de deux hommes (un pilote et un copilote) et un droïde (type astroméchano).
    - Radian VII : utilisé lors du blocus de Naboo.

  - Classe Pelta : frégate médicale où les soldats sont soignés durant la Guerre des Clones[c 17].

#### Croiseurs séparatistes
- Classe Providence : croiseur cylindrique de 1088 mètres de long. Vaisseau capital séparatiste disposant des mêmes capacités de contrôle qu'un vaisseau amiral droïde, mais entièrement dédié au combat. Aussi surnommé Dreadnought séparatiste[37].
  - Main Invisible : à la fin de la Guerre des Clones, vaisseau amiral personnel du Général Grievous.
- Classe Subjugator : capable de vaincre seul une flotte grâce à son canon à ions[38].
  - Malveillant (ou Malevolence[39]): au début de la Guerre des Clones, vaisseau amiral personnel du Général Grievous.
- Classe Recusant : vaisseau formant l'ossature de la flotte séparatiste en raison de son faible coût et de sa facilité de remplacement. Aussi appelé destroyer de la Guilde du Commerce[40].
- Classe Lucrehulk : transport commercial modifié en vaisseau amiral droïde[41].
- Frégate stellaire de classe Munificent : frégate de communication servant de relais holonet et permettant aux séparatistes d'avoir leur propre réseau de communication privé indépendant de celui de la République. Aussi appelée frégate du Clan Bancaire[42].

#### Croiseurs impériaux
Il s'agit de Destroyers Stellaires Impériaux, aussi appelés DSI. Ils sont basés sur les croiseurs des dernières années de la République.
- Classe Executor
  - Executor : vaisseau amiral de Dark Vador. Il fut détruit lors de la bataille d'Endor, après avoir été commandé par Ozzel puis Piett, subalternes de Vador[43].
- Classe Impérial I : destroyer le plus courant dans l'Empire.
  - Chimaera : vaisseau amiral du Grand Amiral Thrawn.
- Interdictor : prototype capable d'empêcher les sauts en hyperespace. Il mesure 1129 m de long et peut transporter 24 chasseurs TIE[c 18].

#### Croiseurs rebelles
- Corvette corellienne CR90 : vaisseau construit par Corellian Engineering Corporation, capable d'échapper à la flotte impériale d'où son surnom de « forceur de blocus »
  - Tantive IV : premier vaisseau visible au début de l'épisode IV. Bail Organa et Leia, sa fille adoptive, utilisent ce croiseur d'Alderaan dans le cadre de missions officielles pour le compte du Sénat galactique, mais aussi sous couverture pour l'Alliance rebelle. Après que le Tantive IV a intercepté une transmission rebelle contenant les plans de l’Étoile de la mort, Dark Vador poursuivit le vaisseau avant de la capturer après une courte bataille spatiale.
  - Sundered Heart : vaisseau utilisé par Bail Organa dans la seconde partie de l'épisode III. Une partie des sources officielles a affirmé qu'il s'agissait du Tantive IV[44], mais c'est bien un autre modèle, comme l'attestent des sources plus récentes[45].
- Frégate Nebulon B : frégate escortant les transports impériaux afin de les protéger contre les attaques des flottes rebelles, et notamment contre les vaisseaux de moyen tonnage. Néanmoins l'Alliance rebelle s'empara très vite de plusieurs de ces frégates. Très utiles, elles pouvaient tenir tête à des vaisseaux de tonnage supérieur. Les rebelles les utilisèrent beaucoup comme vaisseaux de commandement au début de la guerre civile galactique.
- Croiseur Mon Calamari : croiseur stellaire de combat fabriqués sur Mon Calamari. Engagés sous la bannière de l'Alliance Rebelle, trois exemplaires participent à la bataille d'Endor. Ils serviront ensuite sous la Nouvelle République.
  - MC80
    - Defiance : vaisseau qui a notamment participé à la bataille d'Endor.
    - Home One : MC80, vaisseau personnel de l'Amiral Ackbar. Il a notamment participé à la bataille d'Endor.
    - Independence : vaisseau qui a notamment participé à la bataille d'Endor.

  - Profundity : MC75, vaisseau personnel de l'amiral Raddus. Il a notamment participé à la bataille de Scarif.
  - Raddus : MC85, vaisseau amiral de la Résistance entre la fuite de D'Qar er sa destruction par le Premier Ordre[c 19].

#### Autres croiseurs
- Finalizer : croiseur du Premier Ordre de classe Resurgent. Il sert de base à Kylo Ren, qui lance diverses attaques à partir de ce vaisseau[c 20].
- Supremacy : croiseur du Premier Ordre de classe Mega. Il est le centre de la flotte du Premier Ordre et le vaisseau personnel du Suprême Leader Snoke[c 21].

### Cargos
Ils sont prinicipalement utilisés pour la contrebande.
- Eravana : transporteur lourd de classe Baleen de Han Solo après qu'il a perdu le Faucon Millenium. Il mesure 426 mètres de long mais ne dépasse pas 750 km/h. Il est conçu pour déplacer des cargaisons de station en station. Il n'est alors pas fait pour se déposer sur une planète[c 22].

- Faucon Millenium : cargo de type YT-1300 FP, fabriqué par la Corporation Technique Corellienne. Ce modèle était très populaire à la fin de la République. Avec ses 27 mètres de longueur, 20 mètres d'envergure et sa capacité de 100 tonnes de fret, il était apprécié des transporteurs de toute la galaxie. Son équipage maximal est de 6 personnes (2 pilotes, 2 navigateurs et 2 canonniers) et il peut embarquer 6 passagers. Le faucon millenium en est un, modifié par Lando Calrissian puis par Han Solo pour être le vaisseau le plus rapide de la galaxie, pouvant aller 1,5 fois plus vite en Hyperespace que les vaisseaux normaux.
- Ghost : vaisseau d'Hera Syndulla. Ce transporteur VCX-100 a été modifié pour servir à résister à l'Empire. Il atteint 1 025 km/h et mesure 43,9 mètres de long. Il a été décoré par Sabine Wren[c 23].
- Outrider : cargo léger du type YT-2400, fabriqué par la Corporation Technique Corellienne. Propriété du contrebandier Dash Rendar, l'Outrider a également connu de nombreuses modifications (moteurs, armement...). L'appareil mesure 26,7 m et son équipage se compose d'un pilote, un copilote, deux artilleurs, et peut accueillir jusqu'à six passagers. l'Outrider est armé de 2 canons-laser lourds Dymek et de 2 lance-missiles à concussion. Ce vaisseau apparaît pour la première fois dans le roman[46] Les Ombres de l'Empire, une histoire de l'univers légende adaptée également sur différents supports.
- Quadjumper TUG-b13 : remorqueur facilement modifiable sans hyperdrive pré-intégré. Il est construit par Subpro. Il est équipé d'une pince magnétique pour le chargement de cargaisons imposantes. Unkar Plutt, à Jakku, en a acheté un[c 24].
- Razor Crest : vaisseau de Din Djarin (dit Le Mandalorien). Il apparait pour la première fois dans la série The Mandalorian[47].

### Autres
- Acushnet : vaisseau d'Hondo Ohnaka. Il nécessite 64 membres d'équipage[c 25].

- Canonnière d'assaut : vaisseau de transport des troupes de la République pendant la Guerre des Clones.
  - TIO/BA (Transport d'Infanterie Offensif / Basse Altitude) : vaisseau qui apparaît dans les épisodes II et III de la saga. La canonnière est chargée de déposer les troupes au sol au plus fort de la bataille. Son armement polyvalent (canons-laser à l'avant et latéraux et une batterie de missiles) lui permet de faire face à toutes les situations d'attaque au sol et d'appui aérien rapproché.
  - TLO/BA (Transport Lourd Offensif / Basse Altitude) : version modifiée du TIO/BA, vaisseau de transport lourd capable de soulever et de déployer un hexapode RT-TT .
- Canonnière droïde HMP : véhicule autonome sans pilote mais sous les ordres des Séparatistes. Il est polyvalent et indépendant[c 26].
- Cloud Car : véhicule qui sert aux patrouilles sur Bespin[c 27].
- Crucible : vaisseau utilisé par les Jedi pour construire leur sabre laser.

- Khetanna : barge personnalisée appartenant à Jabba faite pour se déplacer dans le désert de Tatooine[c 28].

- Navette impériale
  - classe Delta : navette en noir, contrairement aux autres. Type de vaisseau utilisé par Krennic.
  - classe Lambda : navette la plus courante.
  - classe Sentinel : utilisé pour amener les troupes au sol.
  - classe Theta : transport personnel de l'Empereur.

- Skyhopper T-16 : véhicule apprécié des civils. Il est cependant peu armé[c 29].
- U-Wing : cuirassier de l'Alliance Rebelle utiliser pour déposer les troupes. Il n'atteint que 950 km/h, mais peut être utilisé pour le combat ou le transport de troupes. Il peut être équipé de différents types d'armement[c 30].

- Voilier Solaire Géonosien: vaisseau personnel du Comte Dooku. Extrêmement coûteux, il dispose d'une technologie à énergie solaire.